# Becard menut
El becard menut (Xenopsaris albinucha) és un ocell de la família dels titírids (Tityridae). És l'únic membre del gènere monotípic Xenopsaris. Es troba al nord i centre de l'Amèrica del sud: en països com Veneçuela, Bolívia, Brasil, Paraguai i el nord d'Argentina i Uruguai. El seus hàbitats són els boscos tropicals i subtropicals de frondoses secs, els matollars, sabanes, així com els cursos d'aigua i els boscos molt degradats. El seu estat de conservació es considera de risc mínim.